# Pont Notre-Dame (Mende)
Pour les articles homonymes, voir Pont Notre-Dame (homonymie).
Le pont Notre-Dame est le plus ancien pont encore visible de la ville de Mende (Lozère, France). Il est d'ailleurs l'un des symboles de la ville avec la basilique-cathédrale Notre-Dame-et-Saint-Privat.

## Historique
Datant du XIIe siècle, ce pont n'a jamais été emporté par les crues pourtant fréquentes à Mende. Il portait auparavant le nom de pont Peyrenc, puis prit le nom de Notre-Dame en raison de la présence d'une Vierge sur son bec, mais celle-ci disparut lors des guerres de Religion.
Le pont est classé monument historique depuis 1889.

## Caractéristiques techniques
Franchissant le Lot, la voûte principale en arc d'ogive mesure 20,30 mètres d'ouverture pour 7 mètres de haut. La seconde travée, plus petite, est en arc de plein cintre.